# Karelisch
Het Karelisch (karjalan kieli) is een Oeraalse taal, die gesproken wordt in de Russische deelrepubliek Karelië en in Finland.

## Verspreiding
Het Karelisch wordt gesproken in de Russische deelrepubliek Karelië en in de Finse landschappen Noord- en Zuid-Karelië. Er is ook een Karelische gemeenschap in de Russische oblast Tver, honderden kilometers ten zuiden van Karelië. Het Karelisch heeft vandaag zo'n 30.000 moedertaalsprekers en geldt als een bedreigde taal.

## Verwantschap
Het Karelisch is nauw verwant aan het Fins en het Ests. De taal onderscheidt zich van het Fins, doordat bepaalde ontwikkelingen in het Fins vanaf de 19e eeuw ontbreken. De Karelische klankinventaris bevat meer medeklinkers dan de Finse, zoals de postalveolaren /tʃ/, /ʃ/ en /ʒ/. De taal heeft ook veel meer woorden aan het Russisch ontleend. Hogerop is het Karelisch onder meer verwant aan het Hongaars en het Laps.

## Erkenning
Voor de Russische Revolutie genoot het Karelisch geen enkele erkenning. Er bestonden toen minder dan honderd boeken in de taal. Na de revolutie werd het Karelisch erkend als officiële taal in de deelrepubliek Karelië en in de oblast Tver. Er werd toen een standaardtaal ontwikkeld, eerst met Latijnse en vervolgens met cyrillische lettertekens. In 1940 werd Karelië met geannexeerde Finse gebieden opgenomen in de Karelo-Finse Socialistische Sovjetrepubliek. Het Fins werd toen de tweede officiële taal van Karelië, terwijl het Karelisch werd gezien als een dialect van het Fins. In de oblast Tver werd het Karelisch verboden. Sinds 1990 wordt geprobeerd om het Karelisch een officiële status te geven in de deelrepubliek Karelië, maar tot dusver hebben de pogingen geen resultaat opgeleverd.

## Klankleer
|             |             | labiaal | alveolaar | post- alveolaar | velaar | glottaal |
| ----------- | ----------- | ------- | --------- | --------------- | ------ | -------- |
| plosief     | steml.      | p       | t         |                 | k      |          |
| plosief     | stemh.      | b       | d         |                 | ɡ      |          |
| affricaat   | affricaat   |         | ts        | tʃ              |        |          |
| fricatief   | steml.      | f       | s         | ʃ               |        | h        |
| fricatief   | stemh.      | v       | z         | ʒ               |        |          |
| nasaal      | nasaal      | m       | n         |                 |        |          |
| vibrant     | vibrant     |         | r         |                 |        |          |
| approximant | approximant |         | l         | j               |        |          |

|          | voor   | voor | achter |
| ongerond | gerond |      | achter |
| -------- | ------ | ---- | ------ |
| gesloten | i      | y    | u      |
| midden   | e      | ø    | o      |
| open     | æ      |      | ɑ      |

## Schrift
De taal heeft in de loop van de geschiedenis gebruikgemaakt van zowel het Latijns als het cyrillisch alfabet. Sinds 2007 bestaat er één Latijns alfabet, dat wordt gebruikt voor alle dialecten.
| A a | B b | C c | Č č | D d | E e | F f | G g | H h | I i |
| J j | K k | L l | M m | N n | O o | P p | R r | S s | Š š |
| Z z | Ž ž | T t | U u | V v | Y y | Ä ä | Ö ö | ʼ   |     |

## Tekstvoorbeeld
De onderstaande tekst is een uittreksel uit de Universele Verklaring van de Rechten van de Mens in het Karelisch.
| Nederlands | Karelisch | Fins |
| --- | --- | --- |
| Alle mensen worden vrij en gelijk in waardigheid en rechten geboren. Zij zijn begiftigd met verstand en geweten, en behoren zich jegens elkander in een geest van broederschap te gedragen. | Kai rahvas roittahes vällinny da taza-arvozinnu omas arvos da oigevuksis. Jogahizele heis on annettu mieli da omatundo da heil vältämättäh pidäy olla keskenäh, kui vellil. | Kaikki ihmiset syntyvät vapaina ja tasavertaisina arvoltaan ja oikeuksiltaan. Heille on annettu järki ja omatunto, ja heidän on toimittava toisiaan kohtaan veljeyden hengessä. |

- Gemeinsame Normdatei: 4388907-4
- Bibliotheek van het Japanse parlement: 00565044
- Nationale Bibliotheek van Tsjechië: ph121474
- Nationale Bibliotheek van Israël: 987007541071805171
- LIBRIS: 149985